# Державні короткострокові облігації
Державні короткострокові облігації (ДКО), або офіційно державні короткострокові безкупонні облігації Російської Федерації, — державні цінні папери, емітентом яких виступало Міністерство фінансів Російської Федерації. ДКО випускалися у вигляді іменних дисконтних облігацій в бездокументарній формі (у вигляді записів на рахунках обліку). Генеральним агентом з обслуговування випусків ДКО виступав Центральний банк Російської Федерації.
ДКО випускалися на різні терміни — від кількох місяців до року — окремими випусками відповідно до «Основних умов випуску державних короткострокових безкупонних облігацій Російської Федерації», затверджених постановою уряду РФ від 8 лютого 1993 року № 107. Для кожного випуску могли окремо встановлюватися обмеження для потенційних власників. Випуск вважався таким, що відбувся, якщо в процесі розміщення було продано не менше 20 % кількості передбачуваних до випуску ДКО. Непродані ДКО могли реалізовувати пізніше. Так само був можливий достроковий викуп ДКО на вторинному ринку.
Втілення та функціонування ДКО зазвичай пов'язують з іменами Андрія Козлова, який в 1992 році очолював управління цінних паперів Центрального банку РФ, і Белли Златкіс, яка з 1991 по 1998 роки обіймала посаду начальника Департаменту цінних паперів і фондового ринку Міністерства фінансів РФ.
Дохід формувався як різниця між ціною погашення (номіналом) і ціною покупки.
Основою економічної моделі ДКО став механізм фінансової піраміди, аналогічний схемі дії МММ.

## Запровадження ДКО
У липні 1992 року Банк Росії за результатами конкурсу серед російських бірж доручив Московській міжбанківській валютній біржі (ММВБ) створення та підтримання технологічної частини ринку ДКО — торговельної, розрахункової та депозитарної систем. Згодом розміщення облігацій та укладення всіх угод з ДКО на вторинному ринку було організовано через торговельну систему ММВБ.
Перший випуск ДКО відбувся 18 травня 1993 року. Із запланованих до продажу тримісячних облігацій на суму в 1 млрд рублів було продано на суму 885,4 млн руб.

## Розвиток ринку ДКО
На початковому етапі попит на ДКО був низьким у зв'язку з високою інфляцією і закритістю ДКО для іноземців. Сума виторгу від реалізації ДКО в 1994 році склала 12,8 трлн рублів. У 1997 році — 32 трлн руб., з них 44,2 % було направлено на покриття бюджетного дефіциту. На 1 січня 1998 року загальний обсяг за номіналом ДКО, що перебували у обігу, становив 272 612 млрд рублів. До 1998 року ринок ДКО став основним джерелом фінансування дефіциту російського бюджету. Уряд Росії через дочірні структури Центробанку створював додатковий попит на ДКО за рахунок коштів, отриманих від цього ж ринку. Це забезпечувало впевненість іноземних інвесторів в надійності інструменту ДКО і поповнення золотовалютних резервів Росії валютою, яку іноземці обмінювали на рублі для покупки ДКО.
У період з травня 1993 по вересень 1994 року номінал однієї облігації становив 100 тис. рублів, з жовтня 1994 по грудень 1997 року — 1 млн рублів, з січня 1998 року — 1 тис. деномінованих рублів.
З 1 квітня 1998 року функції депозитарію по ДКО виконував «Національний депозитарний центр».
17 серпня 1998 року був оголошений технічний дефолт по ДКО, прибутковість по яких безпосередньо перед кризою досягала 140 % річних. Після економічної кризи 1998 року вкладення в ДКО знецінилися в три рази, до того ж держава заморозила всі виплати за своїми казначейськими зобов'язаннями.